# Znaki ostrzegawcze
     używa 
     używa 
     używa 
     używa 
     używa , dawniej 

Znaki ostrzegawcze na świecie
używa
używa
używa
używa
używa, dawniej

Znaki ostrzegawcze – znaki drogowe uprzedzające o miejscach na drodze, w których występuje lub może występować niebezpieczeństwo oraz zobowiązujące uczestników ruchu do zachowania szczególnej ostrożności. W całej Europie stosowany jest jednolity system symboli zgodny z Konwencją wiedeńską o znakach i sygnałach drogowych z 1968 r. (Dz.U. z 1988 r. nr 5, poz. 42). Występują niewielkie różnice graficzne oraz kolorystyczne (w większości krajów europejskich stosowane jest tło barwy białej, w niektórych – tereny byłej Jugosławii – występują jednocześnie znaki z tłem żółtym i białym).

Porównanie znaków ostrzegawczych
Belgia
Chile, Wenezuela
Chiny
Finlandia, Grecja
Francja
Niemcy
Irlandia
Jamajka
Japonia
Korea Południowa
Nowa Zelandia
Norwegia
Panama, Peru, Dominikana
Polska
Rosja
Szwecja
Tajlandia
Ukraina
Wielka Brytania
Włochy